# Région sus-claviculaire
La région sus-claviculaire (ou région cervicale latérale ou grande fosse supra-claviculaire) est une région du cou.

## Limite
Le sommet de la région sus-claviculaire est définie par l'union des muscles sterno-cléido-mastoïdien et trapèze au niveau de la ligne nucale supérieure de l'os occipital. A l'avant sa limite est le bord postérieur du muscle sterno-cléido-mastoïdien, en arrière c'est le bord antérieur du muscle trapèze et en bas le tiers médian de la clavicule.
Sa face superficielle est formée par la lame superficielle du fascia cervical.
Sa face profonde est constituée, de haut en bas , par les muscles semi-épineux de la tête, splénius de la tête, élévateur de la scapula, scalène postérieur et scalène moyen.
Le ventre inférieur du muscle omo-hyoïdien croise cette zone 2,5 cm au-dessus de la clavicule et sépare cet espace en deux parties : le triangle omo-claviculaire en dessous et le triangle occipital au-dessus.

## Contenu

### Nerfs
La région sus-claviculaire contient :
- le nerf accessoire spinal ;
- des branches du plexus cervical ;
- les racines et les troncs du plexus brachial ;
- le nerf phrénique.

### Vaisseaux sanguins
La région sus-claviculaire contient :
- la troisième partie de l'artère subclavière ;Artère cervicale transversale
- l'artère supra-scapulaire ;
- la partie terminale de la  veine jugulaire externe.

### Ganglions lymphatiques
La région sus-claviculaire contient les ganglions lymphatiques occipitaux et supra-claviculaires.

### Muscles
La région sus-claviculaire contient les muscles :
- omohyoïdien (ventre inférieur)
- scalène antérieur
- scalène moyen
- scalène postérieur
- élévateur de la scapula
- splénius

## Aspect clinique
Le nerf accessoire (CN XI) est particulièrement vulnérable lors de la biopsie des ganglions lymphatiques dans cette zone. Les dommages occasionnés entraînent une incapacité à hausser les épaules ou à lever le bras au-dessus de la tête en raison de la rupture d'innervation du muscle trapèze.
L'emplacement superficiel de la veine jugulaire externe la rend également vulnérable aux blessures.